# Anthus hellmayri
Anthus hellmayri е вид птица от семейство Стърчиопашкови (Motacillidae).

## Разпространение
Видът е разпространен в Аржентина, Боливия, Бразилия, Парагвай, Перу, Уругвай и Чили.